# 西田大輔
西田 大輔（にしだだいすけ、1976年11月13日 - ）は、日本の脚本家、劇作家、演出家、俳優、映画監督。
東京都出身。AND ENDLESS主宰。株式会社ディスグーニー代表取締役。

## 略歴
- 1995年、日本大学芸術学部演劇学科演技コースに入学[要出典]。加藤靖久、大森裕子らと出会う[要出典]。
- 1996年、AND ENDLESSを結成。同劇団主宰。
- 1999年、日本大学芸術学部演劇学科を卒業[要出典]。
- 2000年、フィジカルシアターフェスティバルに東京代表として参加、韓国・ソウルオープンシアターで「楽園」（作・演出）を上演。
- 2003年、紀伊國屋サザンシアターで最年少演出家（当時）として「GARNET OPERA」（作・演出・主演）を上演。
- 2004年、紀伊國屋ホールで「FANTASISTA」（作・演出・主演）を上演。
- 2006年、旗揚げ10周年記念公演「美しの水」（作・演出・主演）で追加公演としてシアターアプルで公演。
- 2015年、DisGOONieを設立。DisGOONieプロデュース第一弾記念公演「From Chester Copperpot」3作同時上演を果たす。
- 2017年、BLUE LABEL（MMJ）と業務提携 DisGOONieと共にマネージメントを開始

## 人物
- AND ENDLESS旗揚げ以来、同劇団作品全ての作・演出を手掛け、エモーショナルな人間像の描写、殺陣・ダンスを取り込んだダイナミックな演出を得意とする。現在はアニメ・ドラマ脚本、漫画原作など演劇界に限らず知名度も広がりつつある。
- 劇作家、演出家として活躍するが、俳優として外部公演にも出演している。
- 趣味はボウリング、スコアは200を超える。
- 映画「ONLY SILVER FISH」（2018年秋公開）で初監督

## 演出/脚本作品
旗揚げよりAND ENDLESS全作品の脚本・演出
旗揚げよりDisGOONie全作品の脚本・演出
- SUNDAYプレゼンツDJシアター「飛行機雲〜未来より愛を込めて〜」 演出（第三十七回ギャラクシー賞受賞）（2000年8月、TOKYOFMホール）
- SUNDAYプレゼンツDJシアター「飛行機雲〜未来より愛を込めて〜」再演 演出（2001年8月、中野あくとれ）
- 朗読劇「ぞめきの消えた夏〜南方戦乱舞踏〜」 演出（2001年10月、新宿シアターブラッツ）
- icecream happy「monography」 脚本・演出（2002年2月、アイピット目白）
- 後藤凌二プロデュース 「Perfect‘99」 脚本（2003年3月、中野ザ・ポケット）
- 「飛行機雲〜DJから特攻隊へ愛を込めて〜」 演出・ステージコーディネート（2003年4月、川崎クラブチッタ）
- 「飛行機雲〜DJから特攻隊へ愛を込めて〜」 演出（2003年8月、サンエール鹿児島）
- アジアの宝石プロデュース「The Goth-chic」 演出（2003年11月、銀座みゆき館）
- H&M presents Project Jesus
  - Vol.1「ジーザス・クライスト・レディオ・スター」 脚本・演出（2005年6月、恵比寿エコー劇場）
  - Vol.2「ジーザス・クライスト・サムライ・スター」 脚本・演出（2006年12月、笹塚ファクトリー）
  - Vol.3「ジーザス・クライスト・レディオスター」 脚本・演出（2007年7月、東京芸術劇場）
  - Vol.4「ジーザス・クライスト・レディオスター」 脚本・演出（2008年6月、東京芸術劇場）
  - Vol.5「ジーザス・クライスト・侍スター」 脚本・演出（2009年2月、笹塚ファクトリー）
- SUNDAY平和記念プロジェクト「飛行機雲2005〜DJから特攻隊へ愛を込めて〜」 演出（2005年8月、シアターサンモール）
- Office ENDLESS produce vol.4「KiRite」 構成・演出（2006年3月、シアターサンモール）
- （有）ダイスプロデュース
  - 「ひみつきち」（原作：中原アヤ） 脚本・演出（2007年3月、赤レンガ倉庫ホール）
  - 「switch」（原作：naked ape） 脚本・演出（2007年9月、ディファ有明）
  - 「となりの守護神」（原作：嶋木あこ） 脚本・演出（2008年1月、シアターサンモール）
- icecream happy「ゆめゆめこのじ」 脚本・演出（2007年10月、笹塚ファクトリー）
- 舞台「戦国BASARA」（原作:CAPCOM）脚本・演出・振付
  - 舞台「戦国BASARA」（2009年7月、シアターGロッソ）
  - 舞台「戦国BASARA〜蒼紅共闘〜」（2010年4月、サンシャイン劇場）
  - 舞台「戦国BASARA3」（2011年10月、シアターBRAVA!ほか）
  - 舞台「戦国BASARA2」（2012年5月 - 6月、ル・テアトル銀座ほか）
  - 舞台「戦国BASARA3」-瀬戸内響嵐-（2012年11月、東京ドームシティホールほか）
  - 舞台「戦国BASARA3 宴」（2013年4月 - 5月、キャナルシティ劇場ほか）
  - 舞台「戦国BASARA3 宴弐」-凶王誕生×深淵の宴-（2013年11月、東京ドームシティホールほか）
  - 舞台「戦国BASARA3」-咎狂わし絆-（2014年4月 - 5月、EX THEATER ROPPONGIほか）
  - 舞台「戦国BASARA4」（2014年10月 - 12月、東京ドームシティホールほか）
- H&M presents 日仏交流150周年記念公演「Moulin de la Galette」 脚本・演出（2009年9月、日本青年館大ホール）
- BELL＋UP Company「リセット3・2・1・・・」 脚本（2010年2月、池袋シアターグリーンBIG TREE THEATER）
- 「GARNET OPERA」 脚本・演出（2010年3月、シアタークリエ）
- 「ああ、田原坂」 脚本（2010年4月、明治座）
- 「深説・八犬伝〜村雨恋奇譚」 脚本・演出（2011年2月、シアタークリエ）
- RAGTIME S&D SESSION1「NEW WORLD」 脚本・演出（2011年6月、俳優座劇場）
- RE-INCARNATION 脚本・演出
  - 「RE-INCARNATION（初演）」（2012年2月、全労済ホール/スペース・ゼロ）
  - 「RE-INCARNATION（再演）」（2013年8月、全労済ホール/スペース・ゼロ）
  - 「RE-INCARNATION RE-BIRTH」（2013年9月、シアター1010）
  - 「RE-INCARNATION RE-VIVAL」（2014年12月 -2015年1月、全労済ホール/スペース・ゼロ他）
  - 「RE-INCARNATION RE-SOLVE」（2015年12月 - 2016年1月、全労済ホール/スペース・ゼロ他）
  - 「RE-INCARNATION RE-COLLECT」（2018年12月、全労済ホール/スペース・ゼロ）
- 舞台「銀河英雄伝説」演出
  - 舞台 銀河英雄伝説 第二章 自由惑星同盟篇（2012年4月、東京国際フォーラム／NHK大阪ホール）
  - 舞台 銀河英雄伝説 第三章 内乱（2013年3月- 4月、青山劇場）
- Office ENDLESS produce vol.11「四谷怪談」（2012年7月、両国シアターX）
- 舞台「一騎当千」 脚本・演出・振付（2012年11月、博品館劇場）
- 石川智晶×西田大輔「陽炎ペイン」脚本・演出（2013年1月、東京芸術劇場シアターウエスト）
- LIVING ADV「STEINS;GATE」（2013年10月、Zepp Diver City(TOKYO)）
- 「RUSTRAIN FISH」 脚本・演出（2014年9月、CBGKシブゲキ!!）
- Office ENDLESS produce vol.16「桜の森の満開の下」/「仄々明晰夢」（2015年2月、中目黒キンケロ・シアター）[1]
- Office ENDLESS produce vol.17「四谷怪談」 脚本・演出（2015年5月、シアターΧ）
- Kitty presents vol.2 「Little Fandango」 脚本・演出（2015年7月、あうるすぽっと）
- 舞台「武士白虎〜もののふ白き虎」 脚本・演出（2015年9月、天王洲銀河劇場）
- Office ENDLESS produce vol.19「チックジョ〜〜」 脚本・演出（2015年10月、全労済ホール/スペース・ゼロ）
- DisGOONie presents 脚本・演出
  - vol.1 「From Chester Copperpot」（2015年11月、東京芸術劇場シアターウエスト）
  - vol.2 「ジーザス・クライスト・サムライスター」〜殿中でござる！〜（2016年2月、全労済ホール／スペース・ゼロ）[2]
  - vol.3 「Sin of Sleeping Snow」（2016年6月、Zeppブルーシアター六本木）[3]
  - vol.4 「From Three Sons of Mama Fratelli」（2017年6月、Zeppブルーシアター六本木）
  - vol.5 「PHANTOM WORDS」（2019年3月、ヒューリックホール東京）
  - vol.6 「PANDORA」（2019年7月、スペースゼロ）
  - vol.7 「PSY・S」（2019年11月、シアター1010他）
  - vol.8 「DECADANCE-太陽の子-」（2020年1月 - 2月、EX THEATER ROPPONGI他）
  - vol.9 「GHOST WRITER」（2021年1月 - 2月、EX THEATER ROPPONGI他）
  - vol.10 「MOTHERLAND」（2021年12月、明治座、森ノ宮ピロティホール）
- ミュージカル「さよならソルシエ」 脚本・演出・作詞（2016年3月、Zeppブルーシアター六本木）
- AND ENDLESS 20周年公演 eighty seasons and endless 「ENDorphin」[4]（2016年12月23日-29日、スペースゼロ）
- ミュージカル「さよならソルシエ」再演 脚本・演出・作詞（2017年3月、シアター1010）
- 舞台「ジョーカー・ゲーム 」脚本・演出
  - 舞台「ジョーカー・ゲーム」（2017年5月、Zeppブルーシアター六本木）[5]
  - 舞台「ジョーカー・ゲームⅡ」（2018年6月、シアター1010）
- 「煉獄に笑う」 脚本・演出（2017年8月、サンシャイン劇場他）
- 「青の祓魔師」島根イルミナティ篇 脚本・演出（2017年10月、Zeppブルーシアター六本木他）
- 「ONLY SILVER FISH」 脚本・演出（2018年1月、紀伊國屋ホール）
  - ETERNAL GHOST FISH -永恒机关魚-（2023年10月、紀伊國屋ホール）脚本・演出[6]
- もののふシリーズ 最終章「駆けはやぶさ ひと大和」 脚本・演出（2018年2月、銀河劇場）
- 舞台「真・三國無双 」
  - 舞台「真・三國無双」構成・演出・振付（2017年2月、全労済ホールスペース・ゼロ）
  - 舞台「真・三國無双 官渡の戦い」構成・演出・振付（2018年4月、スペース・ゼロ）
  - 舞台「真・三國無双 赤壁の戦い」構成・演出・振付（2019年2月、シアター1010）
  - 舞台「真・三國無双 〜赤壁の戦い〜 IF」構成・演出・振付（2020年8月、日本青年館ホール）
  - 舞台 「真・三國無双 ～荊州争奪戦 IF～」構成・演出・振付（2021年9月、EX THEATER ROPPONGI）
- ミュージカル「薄桜鬼」
  - ミュージカル「薄桜鬼 志譚」〜土方歳三篇〜 演出（2018年4月、明治座他）
  - ミュージカル「薄桜鬼 志譚」〜風間千景篇〜 演出（2019年4月、日本青年館ホール他）
  - ミュージカル「薄桜鬼 真改」〜相馬主計篇〜 演出・脚本・作詞（2021年4月、日本青年館ホール他）
- 舞台「野球-飛行機雲のホームラン-」作・演出（2018年8月、サンシャイン劇場ほか）
- 劇団扉座 第64回公演「新浄瑠璃 百鬼丸〜手塚治虫『どろろ』より〜」作・演出（2019年5月 - 6月、座・高円寺1ほか）
- 舞台「+GOLD FISH」脚本・演出（2019年5月、紀伊國屋ホール）
- 舞台「血界戦線」脚本・演出
  - 舞台「血界戦線」（2019年11月、天王洲 銀河劇場他）
  - 舞台「血界戦線」Beat Goes On（2020年11月 - 12月、天王洲 銀河劇場他）
  - 舞台「血界戦線」Blitz Along Alone（2021年10月 - 11月、天王洲 銀河劇場他）
- 舞台「憂国のモリアーティ」脚本・演出
  - 舞台「憂国のモリアーティ」（2020年1月 - 2月、EX THEATER ROPPONGI他）
  - 舞台「憂国のモリアーティ」case2 （2021年7月 - 8月、新国立劇場 中劇場）
- 音楽劇「モンテ・クリスト伯」脚本・演出（2020年8月、明治座）
- 富豪刑事 Balance:UNLIMITED The STAGE 演出（2020年10月、品川プリンスホテル クラブeX）
- ロックミュージカル「MARS RED」脚本・演出（2021年6月24日 - 7月1日、天王洲 銀河劇場）[7]
- 舞台「GARNET OPERA」脚本・演出（2022年1月21日 - 30日、EX TEATER ROPPONGI)
- 音楽劇「まほろばかなた」脚本・演出（2022年10月28日 - 11月6日、天王洲 銀河劇場）
- 舞台「私立探偵 濱マイク-我が人生最悪の時-」（2022年12月、サンシャイン劇場ほか）
- 舞台「Arcana Shadow」作・演出（2023年7月1日 - 7月9日、サンシャイン劇場）

## 映画監督作品
- 「ONLY SILVER FISH」原作・脚本・監督（2018年秋公開予定、シネ・リーブル池袋他）

## シナリオ

### アニメ
- 「夢使い」原作植芝理一（アフタヌーン連載・講談社）（2006年4月-6月）
- 「ぼくらの」原作鬼頭莫宏（IKKIcomix連載・小学館）（2007年4月-9月）
- 「クレイモア」原作八木教広（月刊少年ジャンプ連載・集英社） （2007年4月-9月）

### ドラマ
- 『世にも奇妙な物語 春の特別編』「日の出通り商店街 いきいきデー」（全国CX系/原作:中島らも・主演:船越英一郎）脚本（2008年4月2日放送）
- BS朝日オリジナルドラマ『7万人探偵ニトベ』脚本（2009年5月14日放送）
- 『Re:フォロワー』（テレビ朝日系）脚本・監督（2019年10月放送）

## 出演作品

### AND ENDLESS公演
- 旗揚げよりAND ENDLESS公演に多数出演

### 外部出演
- マイルプロデュース「熱海殺人事件」 木村伝兵衛役（主演）（1999年3月、江古田ストアハウス）
- 劇団KOMACHI「源狼記ジュチ」 ジュチ役（主演）（2000年6月、新宿シアターモリエール）
- アジアの宝石プロデュース「百恋抄〜夜叉ヶ池」 孤浪役（主演）（2002年9月、新宿シアターサンモール）
- 劇団ショーマ「逃亡者達の家」 大河原丈役（主演）（2003年3月、池袋シアターグリーン）
- Project Jesus Vol.1「ジーザス・クライスト・レディオ・スター」 鳥谷翼役（2005年6月、恵比寿エコー劇場）
- コーンフレークス旗揚げ公演「センチメンタルヤスコ」 赤城役（2006年7月、東京芸術劇場小ホール2）
- Project Jesus Vol.2「ジーザス・クライスト・サムライ・スター」 清水一学役（2006年12月、笹塚ファクトリー）
- Project Jesus Vol.3「ジーザス・クライスト・レディオスター」 鳥谷翼役（2007年7月、東京芸術劇場小ホール）
- Project Jesus Vol.4「ジーザス・クライスト・レディオスター」 鳥谷翼役（2008年6月、東京芸術劇場小ホール）
- RAGTIME S&D SESSION1「NEW WORLD/ESORA」 ウィリー役/ウディ・キャメロン役（2011年6月、俳優座劇場）
- DisGOONie Presents Vol.14 reading mindfulness「chill moratorium」チルモラトリアム（2024年9月、シアターH 他）[8]

## ラジオ
- 「今夜はエンドレスナイト」メインパーソナリティー（2002年10月-2003年11月、イセハラFM）
- 「RADIO ANDENDLESS」メインパーソナリティー（2004年4月、MUSIC BIRD 他全国コミュニティFM）

## 書籍

### 戯曲本
- FANTASISTA（論創社、2005年5月）
- SYNCHRONICITY LULLABY（論創社、2006年5月）
- GARNET OPERA（論創社、2007年5月）
「帰蝶(短編)」収録。
- ONLY SILVER FISH（論創社、2008年8月）
「+GOLD FISH」収録。
- ゆめゆめこのじ（論創社、2009年5月）
- Re:ALICE（論創社、2010年7月）
「GOOD-BYE JOURNEY」収録。
- 美しの水 White（論創社、2010年12月）
「美しの水 Purple〜黄金〜(短編)」収録。
- RE-INCARNATION（論創社、2013年12月）
- RE-INCARNATION RE-BIRTH（論創社、2014年12月）
- RE-INCARNATION RE-VIVAL（論創社、2015年12月）

### 漫画原作
- 鬼ひとひらの肉－新説・鬼娥島（ひなた未夢 作画）（Bbmfマガジン、2010年8月）
- レンアイ漫画家（山崎紗也夏 作）原案協力（講談社、2010年-2012年）全5巻